# Arturo Guerrero
Arturo Guerrero Moreno (30 de agosto de 1948) es un baloncestista mexicano considerado como uno de los mejores del deporte en su país. Debido a su reconocida habilidad en el tiro fue apodado Mano Santa.

## Biografía

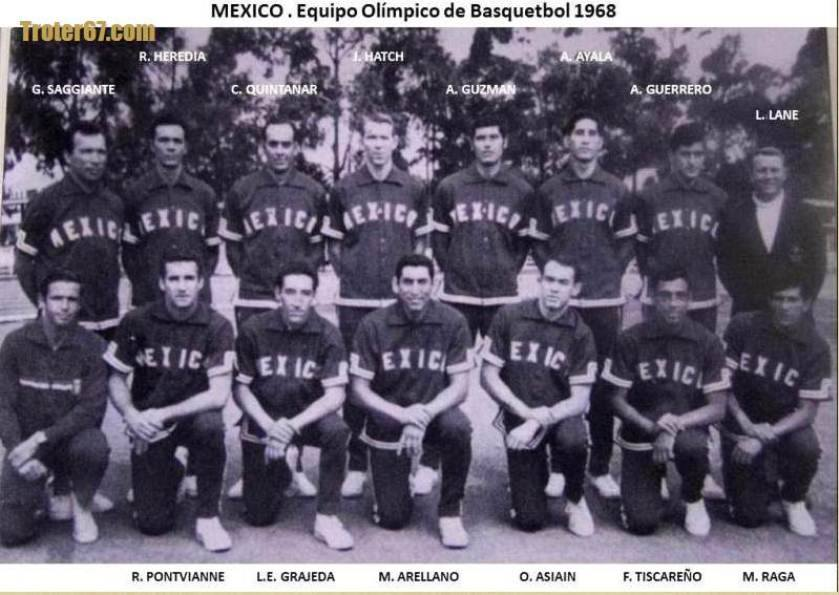
La Selección Mexicana de los Juegos Olímpicos de 1968 donde figuraban el capitán Carlos Quintanar, Manuel Raga y el mismo Arturo Guerrero.

Nació en el año 1948 en la ciudad mexicana de León, Guanajuato. Su formación en el deporte fue brindada en la escuela La Salle, y el año 1966 ingresó en el equipo de la universidad del mismo establecimiento. Un año más tarde, en 1967, debutó en la Selección de baloncesto de México.
Durante su trayectoria en equipos nacionales, fue integrante del Telepar (con el que ganó 2 veces la liga), Veracruz y Guanajuato. A su vez, su participación en equipos de otros países queda reducida a un breve paso por Italia y al Sirio de Brasil.
Dentro de sus mayores logros en su carrera como jugador se encuentran el haber llegado a tener el récord de participaciones en los Juegos Centroamericanos y en los Juegos Panamericanos, ser el jugador con más anotaciones en un solo partido en la Liga Mexicana (52 puntos) y haber participado en los Juegos Olímpicos de México 1968, donde su selección logró el quinto puesto y el quedó entre los máximos anotadores del certamen, y en los Juegos Olímpicos de Montreal 1976. Es de considerar que el"mano santa", fue pretendido por varios equipos de la NBA; pero debido a que el ser jugador de la liga estadounidense, imposibilitaba sus aspiraciones de formar parte de la Selección Mexicana, él declinó en varias ocasiones esas invitaciones.
Por otro lado, en su carrera como director técnico posterior a su retirada, se destaca el haber sido seleccionador de la selección mexicana y lograr con esta la victoria en los Juegos Centroamericanos de 1990 y los Juegos Panamericanos de 1991.